# Deeyah Khan

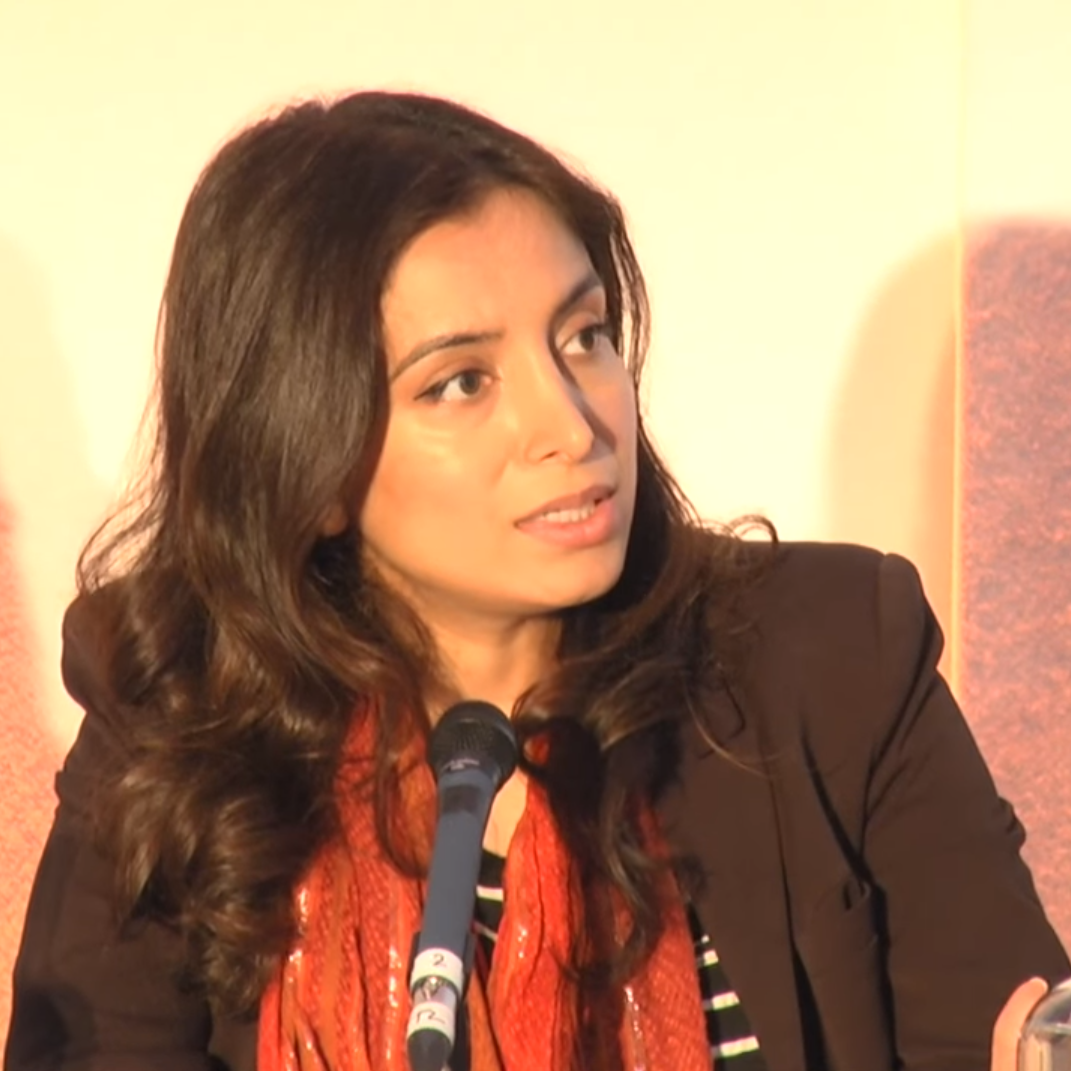
Deeyah Khan, 2017

Deeyah Khan (* 7. August 1977 in Oslo) ist eine norwegische Musikerin, Filmemacherin und Menschenrechtsaktivistin, die vor allem Dokumentarfilme aus dem Bereich Islam, Extremismus und Rassismus produziert.

## Leben
Deeyah Khan ist die Tochter einer afghanischen Mutter und eines pakistanischen Vaters. Als Kind lernte sie den nordindischen Gesang. Aufgrund von Diskriminierungserfahrungen und Drohungen gegen sie selbst und ihre Familie zog sie im Alter von 17 Jahren nach London. Sie spielte unter anderem mit Bob James, Andy Summers und Nils Petter Molvær zusammen. Später begann sie mit dem Filmemachen.
Mit dem Film Banaz – a Love Story gewann sie 2013 den Emmy für den besten internationalen Dokumentarfilm und einen Peabody Award, mit Jihad: A Story of the Others gewann sie einen British Academy Film Award. 2010 gründete sie die Produktionsgesellschaft Fuuse. Deeyah Khan setzt sich in ihrer filmischen Arbeit und darüber hinaus für Menschenrechte und Gleichberechtigung ein.
Seit 2016 ist sie UN-Sonderbotschafterin für künstlerische Freiheit.

## Sister-Hood
Im Jahr 2007 startete Deeyah das Magazin Sister-Hood, um den Frauen der muslimischen Herkunft eine Plattform zu bieten, sich künstlerisch auszudrücken. Nach Einstellung der Print-Ausgabe wurde Sister-Hood im Jahr 2016 als Online-Magazin gestartet.

## Auszeichnungen und Ehrungen
- 2009: International Freedom to Create Prize[3]
- 2012: Ossietzky Award des norwegischen P.E.N.[4]
- 2015: Plan Jentepris[5]
- 2015: Human Rights Award der Universität Oslo[6]
- 2016: Gunnar Sønstebys Gedenkfond[7]
- 2016: Peer Gynt-Preis[8]
- 2016: Telenor Culture Award für ihre künstlerischen Leistungen[9]
- 2016: Botschafterin der UNESCO[10][11]
- 2017: Mitglied des Leitungsteams des Arts Council Norway[12]
- 2018: Ehrendoktortitel des Emerson College für ihre Leistungen als Dokumentarfilmerin[13]
- 2020: Fritt Ord pris.[14]
- 2020: Schwarzkopf Europe Award.[15]

## Diskografie
- 1992: I alt slags lys
- 1996: Deepika
- 2006: Ataraxis

## Filmografie
- 2012: Banaz – a Love Story
- 2015: Jihad: A Story of the Others
- 2016: Islam’s Non-Believers
- 2017: White Right: Meeting The Enemy
- 2020: America’s War On Abortion
- 2020: Muslim In Trump’s America
- 2022: Behind the Rage: America’s Domestic Violence